# Coulsdon
Coulsdon is een wijk in het Londense bestuurlijke gebied Croydon, in de regio Groot-Londen.
In de wijk liggen twee spoorwegstations: Coulsdon Town en Coulsdon South.

## Galerij

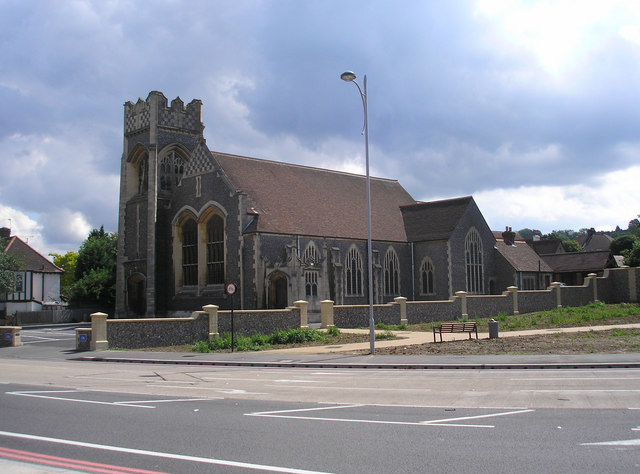
Kerk